# 埃格倫鎮區 (明尼蘇達州克萊縣)
埃格倫鎮區（英語：Eglon Township）是位於美國明尼蘇達州克萊縣的一個行政鎮區。

## 地方資料
埃格倫鎮區的面積為93.10平方千米，當中陸地面積為88.10平方千米，而水域面積為5.00平方千米。根據2020年美國人口普查的數據，當地共有人口708人，而人口密度為每平方千米7.6人。